# Щитки
Щитки (укр. Щітки) — село на Украине, находится в Винницком районе Винницкой области.
Код КОАТУУ — 0520685206. Население по переписи 2001 года составляет 1182 человека. Почтовый индекс — 23206. Телефонный код — 432.
Занимает площадь 1,166 км².

## История
Село было основано в 1770 году. Ранее эта территория была не заселена. По церковным данным, поводом для заселения было угнетение народа панами в соседних селах и, как следствие, заселение территории вольными людьми. Название села пошло от рода занятий местных жителей.

## Адрес местного совета
23205, Винницкая область, Винницкий р-н, с.Писаревка, пр.Ленина